# Чистопольский высоколётный голубь
Чистопольский высоколётный (голубь) — это порода высоколётных голубей, выведенная в г. Чистополь в конце XIX века. Сегодня они разводятся голубеводами многих городов России. Этих голубей отбирали по высоте и продолжительности полёта, чтобы «скрывались с глаз». Это одна из лучших высоколётных пород, разводимых в России.

## История
Город Чистополь расположен на левом берегу реки Камы в Татарстане, в 1781 году указом Екатерины II ему был присвоен статус уездного города. В конце XIX века в него из Елабуги, Сарапула, Семанихи были завезены лучшие породы высоколётных голубей, которые в то время пользовались большой популярностью. Позднее в конце XIX — начале XX века к ним добавились астраханские камыши (вислокрылые двухцветные голуби), и вольские высоколётные, привезённые из Вольска, Камышина и Дубовки. Со временем в результате кропотливой селекционной работы сформировалась новая порода высоколётных голубей, обладающая превосходными лётными качествами. Чистопольские голуби унаследовали лучшие качества вольских и сарапульских летунов.
Известный голубевод М. Васильев из города Хвалынска в статье «Вольские голуби». писал о том, что птицы с цветными гривами появились в России давно. Их разводили по двум основным линиям: в одной любители добивались высокого и длительного полёта, в другой — наилучшего «вёрта», или кувыркания в воздухе. Далее М. Васильев отмечал. «…Судя по тому, что большинство Вольских голубей имеет серо-пегое и голубовато-пегое оперение и пёстрые хвосты, можно предположить, что они получились из помеси дубовского голубя и камыша с пензенскими турманами — чисто-белыми с цветными гривками на шее». На присутствие у чистопольских крови этих голубей указывает наличие у отдельных особей пятна («репки») на гузке, появление синих перьев в хвосте и вислокрылость. Браком это не считается.
Во время создания породы в голубях наиболее высоко ценились лётные качества. В связи с этим при селекции голубей отбирали по высоте и продолжительности полёта, не выдвигая жёстких требований к масти. Наиболее распространённые масти чистопольских голубей — белые, гривуны, набокие, «хомуты». Иногда попадаются чисто-синие, чёрные и такого же окраса белокрылые. Отличительной чертой этих голубей является унаследованные «репка» на гузке и «кокарда» на лбу одного цвета с «гривой», проявляющиеся у отдельных особей.
Чистопольские высоколётные голуби отличаются своим полётом. Они быстро, небольшими кругами, как бы по спирали, набирают высоту, где иногда их трудно увидеть невооружённым глазом. В полёте голубь использует восходящие потоки воздуха, экономно, еле заметно машет крыльями. Полёт получается как бы замедленный. Чистопольцы могут находиться в «горе» от 3 до 10 часов, при посадке на крышу они не заныривают, а медленно опускаются без кругов, порхая.
Тренировки голубей лучше проводить в тихую погоду при скорости ветра 5—7 м в секунду. Обычно полёт продолжается 3-6 ч, но хорошо тренированные могут держаться в «горе» по 8—10 ч и даже более. Голуби летают самостоятельно или небольшими группами по 2—3 шт.

## Породные признаки
Чёткого стандарта на этих голубей нет. Но можно вывести следующие критерии.
- Общий вид — Корпус среднего размера, стойка горизонтальная, грудь сильно развита. Посадка низкая на коротких неоперённых ногах.

- Шея — короткая, плавно переходящая в широкую грудь.

- Голова — небольшая, круглая, без «чуба», с высоким лбом.

- Глаза — темно-вишневого цвета, обрамлены белыми веками.

- Клюв — среднего размера, тонкий, хорошо вписывается в форму головы.

- Хвост — собран не менее, чем из 12 широких перьев.

- Крылья — плотные, лежат на хвосте, в «обрез».

- Ноги — короткие, плюсна и пальцы неоперённые.

## Цвета
Название чистопольских голубей происходит от их рисунка или цвета у одноцветных.
- «Гривуны» — Белый голубь с цветным пятном на тыльной части шеи. Цветной рисунок начинается на 1-2 см ниже затылка, проходит по шее, не заходя вперёд за её середину, расширяется к плечам до основания шеи, не заходя на плечи щитков, и в виде конуса покрывает верхнюю часть спины, оканчивается в виде угла, полуовала или ласточкина хвоста.

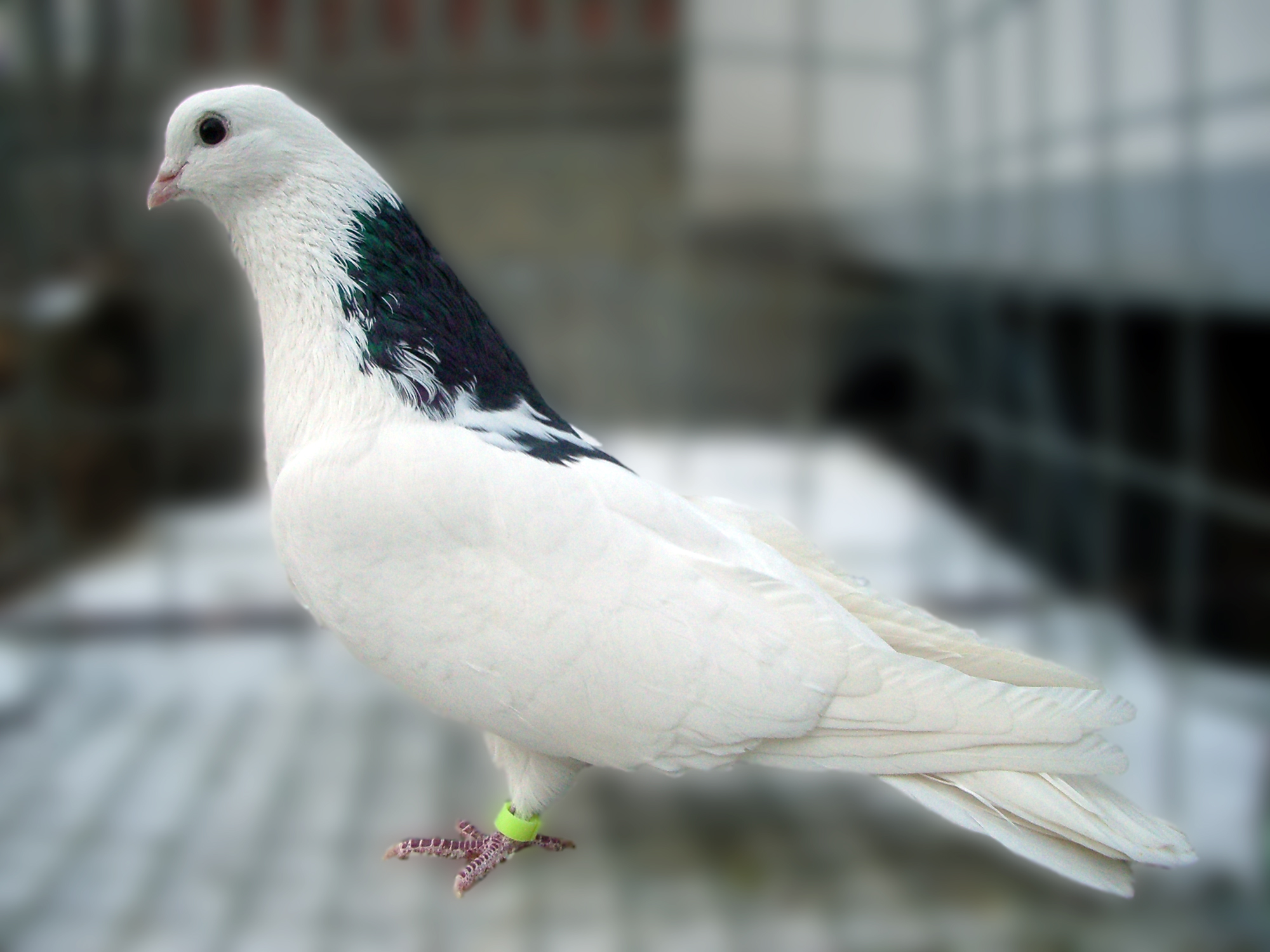
Чистопольский Высоколетный Голубь — Белый Гривун

- «Одноцветные» (Сплошные) — Всё оперение этих голубей одного цвета (белого, жёлтого, красного, чёрного) без оттенков и наличия перьев другого цвета. Цвет оперения яркий с блеском и переливом на шее.

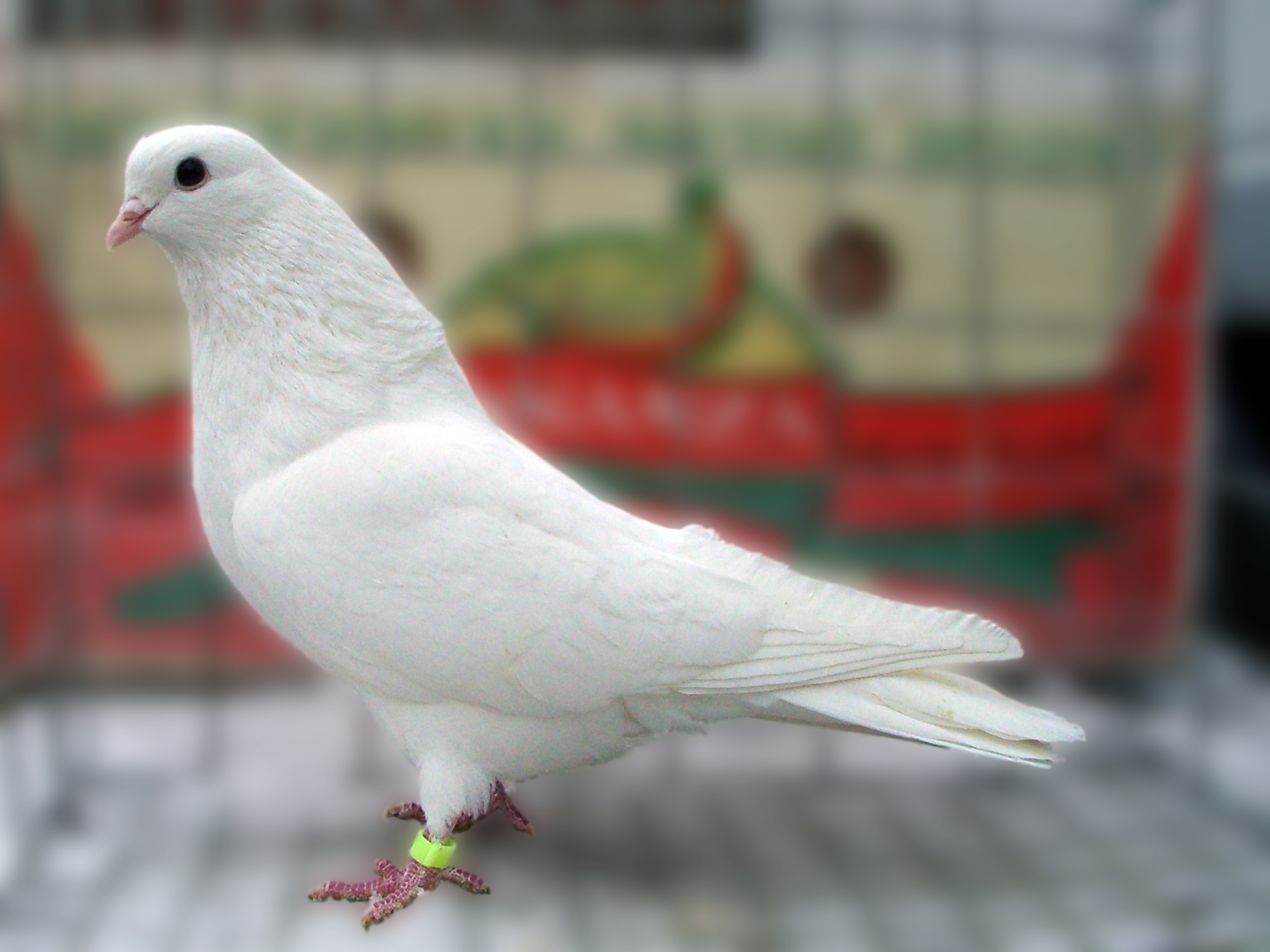
Чистопольский Высоколетный Голубь — Белый Сплошной